# Saint-Paul-sur-Ubaye

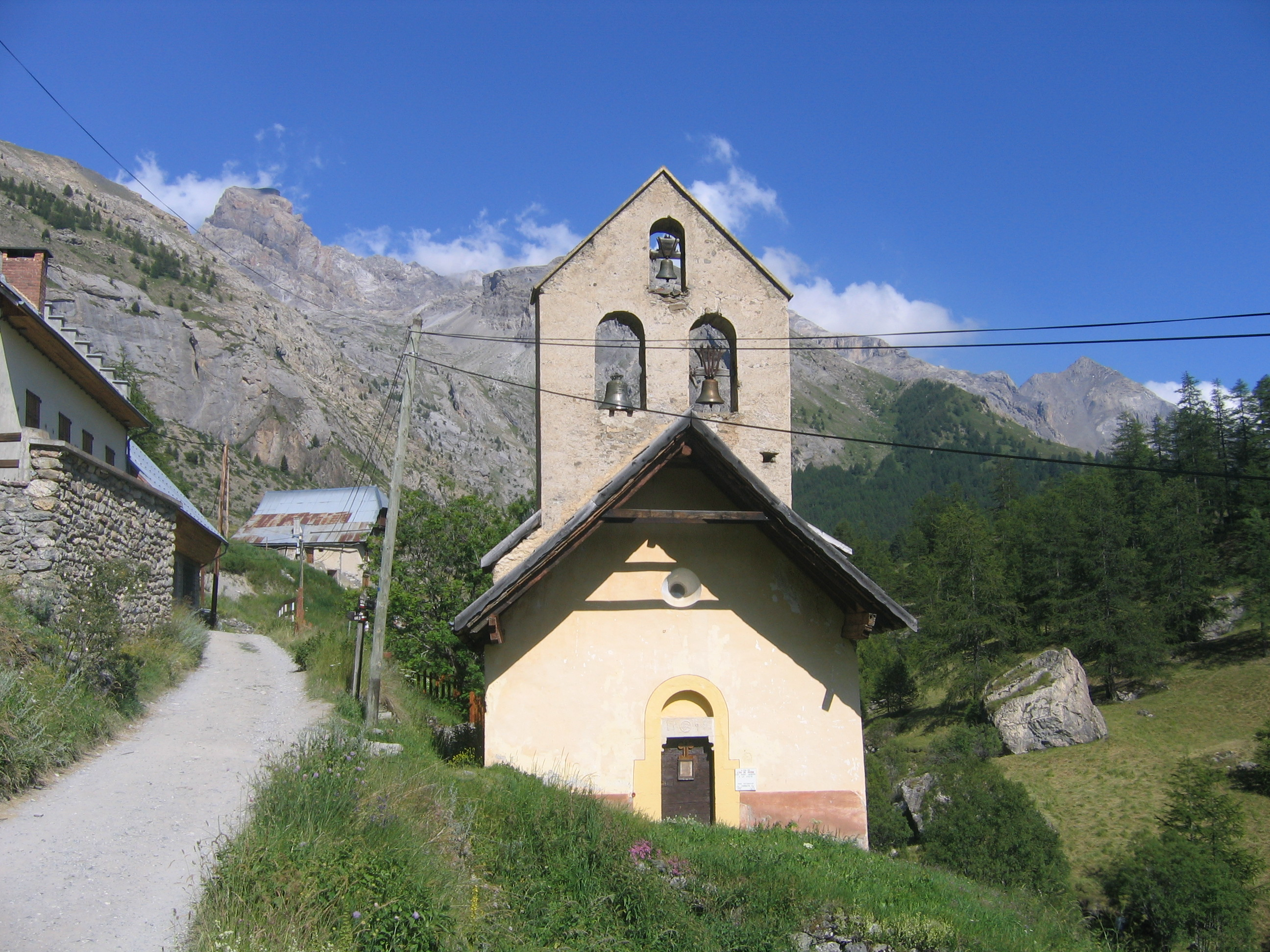
Kyrkan

Saint-Paul-sur-Ubaye är en kommun i departementet Alpes-de-Haute-Provence i regionen Provence-Alpes-Côte d'Azur i sydöstra Frankrike. Kommunen ligger  i kantonen Barcelonnette som ligger i arrondissementet Barcelonnette. År 2022 hade Saint-Paul-sur-Ubaye 195 invånare.

## Befolkningsutveckling
Antalet invånare i kommunen Saint-Paul-sur-Ubaye
Referens: INSEE